# Era dels Màrtirs
L'era dels màrtirs (llatí: anno martyrum o AM), també coneguda com l'era de Dioclecià (llatí: anno Diocletiani), és un mètode de numeració d'anys utilitzat per l'Església d'Alexandria a partir del segle iv i per l'Església ortodoxa copta d'Alexandria des del segle v fins a l'actualitat. Els cristians occidentals eren conscients d'això, però no l'utilitzaven. Va ser nomenat per l'emperador romà Dioclecià, que va instigar l'última gran persecució contra els cristians en l'imperi. Dioclecià va començar el seu regnat el 20 de novembre de 284 durant l'any d'Alexandria, que va començar el 1 de Thoth, l'any nou egipci, o el 29 d'agost de 284, de manera que la data es va utilitzar com a època : l'any 1 de l'era de Dioclecià comença en aquesta data. Aquesta època es va utilitzar per numerar l'any a les taules de Pasqua fetes per l'Església d'Alexandria.
Quan Dionís l'Exigu va continuar aquestes taules durant 95 anys més, va reemplaçar l'era diocleciana amb la seva època d'anno Domini perquè no volia continuar la memòria d'un tirà que perseguia als cristians. L'era anno Domini esdevingué dominant a l'oest llatí, però no va ser utilitzada a l'orient grec fins als temps moderns.
L'era Diocleciana no era l'única utilitzada pels primers cristians. La majoria dels cristians romans, com els romans pagans abans d'ells, van designar els seus anys nomenant els dos cònsols que ocupaven el càrrec aquell any. Els romans també usaven l'ab urbe condita (AUC). Significa per "des de la fundació de la ciutat (Roma)". No obstant això, l'era de l'AUC gairebé mai va ser utilitzada fora dels tractats històrics.
Les eres que van començar a Creació, anomenades eras anno Mundi, es van convertir en el mètode dominant de numeració d'anys a l'est fins als temps moderns, com en el calendari romà d'Orient. Annià d'Alexandria, un monjo de principis del segle v, va situar l'època de la seva era mundial el 25 de març de 5492 a. C. comptant onze cicles pasquals de 532 anys des del 77 any dioclecià, quatre cicles lunars de 19 anys després de l'any dioclecià 1. Considerat com una època civil més que religiosa, va començar el primer dia de l'any alexandrí, el 29 d'agost de 5493 abans de Crist. Aquesta era alexandrina era l'era preferida utilitzada pels cristians romans d'Orient com Màxim el Confessor fins a l'època romana d'Orient, tenint una època de l'1 de setembre de 5509 aC, esdevingué dominant al segle x. Ambdues èpoques van utilitzar una versió de la data de la Creació basada en la Septuaginta.